# Gos (Einheit)
Gos, auch Gau, war ein ostindisches Längenmaß in Koromandel. Es gehörte zu den Meilenmaßen, und das elffache  Meilenmaß  entsprach 1 Grad auf dem Äquator.
- 1  Gos = 1 1/11 Meilen (geographische) = 10.100 Meter[1] = 1 Meile (deutsch)[2]

Gos wurde auch in Schritten gemessen. 
- 1 Gos = etwa 4500 bis 5000 geometrische Schritte[3]